# PROKR1
PROKR1 (англ. Prokineticin receptor 1) – білок, який кодується однойменним геном, розташованим у людей на короткому плечі 2-ї хромосоми.  Довжина поліпептидного ланцюга білка становить 393 амінокислот, а молекулярна маса — 44 770.
| 10         |  | 20         |  | 30         |  | 40         |  | 50         |
| ---------- |  | ---------- |  | ---------- |  | ---------- |  | ---------- |
| METTMGFMDD |  | NATNTSTSFL |  | SVLNPHGAHA |  | TSFPFNFSYS |  | DYDMPLDEDE |
| DVTNSRTFFA |  | AKIVIGMALV |  | GIMLVCGIGN |  | FIFIAALVRY |  | KKLRNLTNLL |
| IANLAISDFL |  | VAIVCCPFEM |  | DYYVVRQLSW |  | EHGHVLCTSV |  | NYLRTVSLYV |
| STNALLAIAI |  | DRYLAIVHPL |  | RPRMKCQTAT |  | GLIALVWTVS |  | ILIAIPSAYF |
| TTETVLVIVK |  | SQEKIFCGQI |  | WPVDQQLYYK |  | SYFLFIFGIE |  | FVGPVVTMTL |
| CYARISRELW |  | FKAVPGFQTE |  | QIRKRLRCRR |  | KTVLVLMCIL |  | TAYVLCWAPF |
| YGFTIVRDFF |  | PTVFVKEKHY |  | LTAFYIVECI |  | AMSNSMINTL |  | CFVTVKNDTV |
| KYFKKIMLLH |  | WKASYNGGKS |  | SADLDLKTIG |  | MPATEEVDCI |  | RLK        |

A: Аланін

C: Цистеїн

D: Аспарагінова кислота

E: Глутамінова кислота

F: Фенілаланін

G: Гліцин

H: Гістидин

I: Ізолейцин

K: Лізин

L: Лейцин

M: Метіонін

N: Аспарагін

P: Пролін

Q: Глутамін

R: Аргінін

S: Серин

T: Треонін

V: Валін

W: Триптофан

Кодований геном білок за функціями належить до рецепторів, g-білокспряжених рецепторів, білків внутрішньоклітинного сигналінгу. 
Задіяний у такому біологічному процесі як поліморфізм. 
Локалізований у клітинній мембрані, мембрані.